# نانومیر
نانومیر (به صربی: Nanomir) یک روستا در صربستان است که در میونیتسا واقع شده‌است.